# یادمان فرانسیس لایت
یادمان فرانسیس لایت (انگلیسی: Francis Light Memorial) یک یادواره دربارهٔ فرانسیس لایت در شهر جرج تاون ایالت پنانگ، مالزی است. در این یادبود که در بخش تحتانی بنای گنبدی شکل قرار دارد، ذکر شده است: «به یاد فرانسیس لایت یی اس کیو، فردی که برای اولین بار این جزیره را به عنوان یک منطقهٔ مسکونی انگلیسی بنا نهاد و چندین سال فرماندار بود. در منطقهٔ سافک انگلستان زاده شد و روز ۲۱ اکتبر ۱۷۹۴ به دیار باقی شتافت. دز زمان مقام فرمانداری وی، مهاجرین و بومیان اینجا، دلبستگی زیادی به وی پیدا کرده بودند، با درگذشت وی، نسبت به از دست دادن فردی که از منافع آنها مراقبت می‌کرد و همچون یک پدر به آنها توجه می‌نمود، افسوس خوردند».